# عمر أريلانو
عمر أريلانو (بالإسبانية: Omar Arellano Riverón)‏ (18 يونيو 1987 بغوادالاخارا في المكسيك - ) هو لاعب كرة قدم مكسيكي في مركز الهجوم. شارك مع منتخب المكسيك لكرة القدم. أما مع النوادي، فقد لعب مع نادي باتشوكا ونادي تولوكا ونادي غوادالاخارا ونادي مونتيري.

## روابط خارجية
- عمر أريلانو على موقع الاتحاد الدولي (مؤرشف)  (الإنجليزية)
- عمر أريلانو على موقع قاعدة بيانات كرة القدم.إي يو (الإنجليزية)
- عمر أريلانو على موقع ناشيونال فوتبول تيمز (الإنجليزية)
- عمر أريلانو على موقع Soccerway.com (الإنجليزية)
- عمر أريلانو على موقع AS.com (الإسبانية)